# Grindwale
Die Grindwale oder Pilotwale (Globicephala) im engeren Sinn sind eine Walgattung aus der Familie der Delfine (Delphinidae) mit zwei Arten, dem 
- Gewöhnlichen oder Langflossen-Grindwal (Globicephala melas) und dem
- Kurzflossen-Grindwal (Globicephala macrorhynchus).

Im weiteren Sinn werden mehrere kurzschnäuzige Delfinarten (wie der Zwerggrindwal, der Rundkopfdelfin und der Breitschnabeldelfin) unter dieser Bezeichnung zusammengefasst. Die Bezeichnung grind stammt aus dem Färöischen.

## Merkmale
Grindwale erreichen eine Länge von 3,6 bis 8,5 Metern und ein Gewicht von durchschnittlich 800 Kilogramm (in Ausnahmefällen bis zu knapp 3000 Kilogramm). Der Körper ist zylindrisch, der wie eine Kugel geformte Kopf kaum vom Rumpf abgesetzt, die Melone überragt die sehr kurze Schnauze der Tiere. Mit Ausnahme eines weißen Flecks unterhalb des Kinns sind sie schwarz gefärbt. Die beiden Arten unterscheiden sich in der namensgebenden Länge der Flipper sowie in der Anzahl der Zähne – Kurzflossen-Grindwale haben sieben bis neun Zähne pro Kieferhälfte und damit weniger als der Gewöhnliche Grindwal (8 bis 13 pro Kieferhälfte).

## Lebensweise
Grindwale bevorzugen das offene Meer und sind nur selten in Küstennähe zu finden. Während der Kurzflossen-Grindwal tropische und subtropische Meere bevorzugt, ist der Gewöhnliche Grindwal häufiger in gemäßigten und kühlen Regionen anzutreffen, so auch in europäischen Gewässern.
Grindwale schlafen am Tag und gehen in der Nacht auf Nahrungssuche. Ihre Tauchgänge sind 5 bis 10 Minuten lang, dabei erreichen sie Tiefen von bis zu 600 Metern. Ihre Nahrung setzt sich vorwiegend aus Kopffüßern zusammen, in geringem Ausmaß erbeuten sie auch Fische. Diese Tiere leben in Gruppen (Schulen) von durchschnittlich 20 Tieren. Eine Schule folgt einem Leittier, daher der Name Pilotwale. Das Sozialverhalten dieser Tiere ist hoch entwickelt.

## Systematik
Genetische Untersuchungen zeigen die Grindwale als Schwestergruppe des Breitschnabeldelfins (Peponocephala electra). Zusammen mit dem Zwerggrindwal (Feresa attenuata), dem Kleinen Schwertwal (Pseudorca crassidens), dem Rundkopfdelfin (Grampus griseus), dem Rauzahndelfin (Steno bredanensis) und der Gattung Orcaella bilden diese Taxa die nach den Grindwalen benannte Unterfamilie Globicephalinae innerhalb der Delfine.

## Belege
1. 1 2  
Michael R McGowen, Georgia Tsagkogeorga, Sandra Álvarez-Carretero, Mario dos Reis, Monika Struebig, Robert Deaville, Paul D Jepson, Simon Jarman, Andrea Polanowski, Phillip A Morin u. Stephen J Rossiter:  Phylogenomic Resolution of the Cetacean Tree of Life Using Target Sequence Capture. Systematic Biology, Volume 69, Issue 3, Mai 2020, S. 479–501, doi: 10.1093/sysbio/syz068